# Le Vésinet
 Le Vésinet  es una población y municipio francés, en la región de Isla de Francia, departamento de Yvelines, en el distrito de Saint-Germain-en-Laye. Es el chef-lieu del cantón de su nombre.
Este municipio se funda el 31 de mayo de 1875, fusionando una parte de los términos municipales de Chatou, Le Pecq y de Croissy-sur-Seine.

## Demografía
| ... | ... | ... | ... | ... | ... | ... | ... | ... | ... | ... | 2 285 | 2 465 | 3 329 | 4 460 | 4 342 | 4 895 | 5 414 | 5 680 | 6 353 | 7 610 | 9 405 | 11 222 | 11 712 | 13 020 | 15 665 | 17 964 | 18 459 | 17 986 | 17 272 | 15 945 | 15 921 | 16 399 |
| Para los censos de 1962 a 1999 la población legal corresponde a la población sin duplicidades (Fuente: INSEE [Consultar]) |     |     |     |     |     |     |     |     |     |     |       |       |       |       |       |       |       |       |       |       |       |        |        |        |        |        |        |        |        |        |        |        |